# Single Remix Tracks
Single Remix Tracks ist ein japanisches Remixalbum der US-amerikanischen Girlgroup Destiny’s Child aus dem Jahre 2000.

## Hintergrund
Destiny’s Child veröffentlichte das Remixalbum nur in Japan, wo es am 1. November 2000 unter Sony Music Japan veröffentlicht wurde. In diesem Remixalbum singen alle Mitglieder und die ehemaligen Mitglieder der Band: Beyoncé Knowles, Kelly Rowland, Michelle Williams, LeToya Luckett, LaTavia Roberson und Farrah Franklin. Im Begleitheft sind die Liedtexte in englischer und japanischer Sprache zu sehen.

## Titelliste
Kat.-Nummer: SRCS 2354
1. No, No, No [Camdino Soul Extended Remix] (M. Brown/C. Gaines/V. Herbert/Rob Fusari) – 6:37
2. Bills, Bills, Bills [Maurice’s Xclusive Dub Mix] (L. Luckett/B. Knowles/Kandi/K. Rowland/K. Briggs) – 8:05
3. Bug a Boo [Maurice’s Xclusive Club Mix] (L. Luckett/B. Knowles/L. Roberson/Kandi/K. Rowland/K. Briggs) – 7:01
4. Say My Name [Timbaland Main Remix] Feat. Timbaland & Static Major (F. III Jerkins/T. Mosely/R. Jerkins/L. Luckett/L. Daniels/B. Knowles/L. Roberson/K. Rowland/S. Garrett) – 5:03
5. Say My Name [Maurice’s Old Skool Dub Mix] (F. III Jerkins/R. Jerkins/L. Luckett/L. Daniels/B. Knowles/L. Roberson/K. Rowland) – 7:05
6. Jumpin’, Jumpin’ [So So Def Remix] Feat. Jermaine Dupri, Da Brat & Lil Bow Wow (D. Brat/J. Dupri/R. Moore/C. Elliot/B. Knowles) – 3:48
7. Jumpin’, Jumpin’ [Maurice’s Radio Mix] (R. Moore/C. Elliot/B. Knowles) – 4:07
8. Have Your Way (L. Daniels/B. Knowles/F. Jerkins) – 4:01
9. 8 Days of Christmas (B. Knowles/E. McCalla) – 3:32
10. Upside Down [Live Version] (Bernard Edwards/Nile Rodgers) – 4:13